# Димитар Іванов Попов
Димитар Іванов Попов (болг. Димитър Иванов Попов; *13 жовтня 1894, Макоцево — †25 жовтня, 1975) — болгарський хімік.

## Біографія
Димитар Іванов народився в селі Макоцево (Софійського округу). Закінчив Софійський університет (1920 р.). Удосконалював освіту в університеті Нансі (Франція). З 1926 р. працював у Софійському університеті (з 1929 професор). Член болгарської АН (з 1961 р.)

## Наукова діяльність
Роботи присвячені хімії метало- та фосфорорганічних сполук і дослідженням ефірних олій. Відкрив (1931 р.) реакцію взаємодії галогенідмагніевої солі фенілоцтової кислоти з карбонілвмісними сполуками (реакція Іванова).

## Нагороди
- Премія  Французької академії наук (1932)
- Орден «Святий Олександр» V ст. (1939)
- Димитровська премія II ст. (1959)
- Орден «Кирило і Мефодій» І ст. (1970)